# Szyfr Jana Matejki
Szyfr Jana Matejki – dwuczęściowa powieść autorstwa Dariusza Rekosza, parodiująca bestseller Dana Browna pt. Kod Leonarda da Vinci oraz inne popularne tytuły, wydana w roku 2007 przez Wydawnictwo Replika; także tytuł pierwszej części tej powieści. Część druga (wydana w 2008 roku) została zatytułowana Ko(s)miczna futryna - Szyfr Jana Matejki 2. 
Autor powieści poinformował, że na podstawie książki został napisany scenariusz filmowy, którym zainteresował się Juliusz Machulski. Szyfr Jana Matejki ma status bestselleru w sieci Kolporter.

## Główni bohaterowie pierwszej części
- Józef (Ziutek) Świenty
- Wiktoria Wymusił vel Grunwaldzka
- Ryszard Ryś
- Wan-dzin-san
- Krystyna Sprawa vel Edith Grunewald
- Wiesław Rejtan vel Grunwaldzki
- Wacław Grunwaldzki vel Samjusz Niewiem
- Benedykt (Ben) Solo vel Wieńczysław Herman

## Główni bohaterowie drugiej części
- Józef (Ziutek) Świenty
- Wiktoria Wymusił vel Grunwaldzka
- Ryszard Ryś
- Al'Chorezmi Muhamad Arch Musa
- Roman Tyzm
- Barbara Polska ("Młoda")
- René Sans
- Brutus Dupięcki (von Arschenstein) - "Klucznik"

## Opis fabuły pierwszej części
W muzeum zamkowym w Będzinie dochodzi do zagadkowego morderstwa. Na miejsce zbrodni przybywa inspektor Józef Świenty, który  dowiaduje się, że ofiarą jest stróżująca w nocy Krystyna Sprawa. Idąc tropem morderstwa, dociera do jej bratanka, a następnie do innych członków rodziny, spowinowaconej – jak się okazuje – zarówno z legendarnym założycielem Krakowa, jak i z rasą żółtą. Napotykając szereg zagadek, wraz z Wiktorią i Ryśkiem, odkrywa Największą Tajemnicę Ludzkości, którą okazuje się pochodzenie Piastów - pierwszych władców Polski i ich późniejsze losy. Uciekając przed pretendentem do objęcia władzy – Wan-dzin-sanem – dowiadują się, że wielki polski malarz, Jan Matejko, ukrył w swych obrazach bardzo dużo wskazówek, świadczących o tejże tajemnicy.

## Opis fabuły drugiej części
Znani z pierwszej książki bohaterowie: Wiktoria, Rysiek i Ziutek, wchodzą w posiadanie tajemniczego dokumentu, znanego jako List Intencyjny Pastora Arschensteina. Ma on definitywnie rozwikłać zagadkę pochodzenia pierwszych Piastów. Podążają z listem za swoim znajomym profesorem Tyzmem i docierają do katowickiego Spodka. Na miejscu spotykają innych poszukiwaczy naszych narodowych źródeł i wszyscy razem - poprzez kosmiczną futrynę - odwiedzają równoległy świat. Mają nadzieję, że właśnie tam dowiedzą się "prawdy".

## Informacje bibliograficzne
- Szyfr Jana Matejki (2007), Wydawnictwo Replika, ISBN 978-83-60383-30-8, projekt okładki Dariusz Jasiczak
- Ko(s)miczna futryna - Szyfr Jana Matejki 2 (2008), Wydawnictwo Replika, ISBN 978-83-60383-64-3, projekt okładki Dariusz Jasiczak